# Bitva na Monzievairdu (1490)
Bitva na Monzievairdu 21. října roku 1490 byla vyvrcholením konfliktu Williama Murraye z Tullibardine a lorda Drummonda. Ve věci sporu byl také daňový výměr za dotčené pozemky.
Obklíčení Murrayové, kteří přežili, hledali útočiště v kostele v Monzievaird, ale byli nakonec všichni pobiti. Po masakru zasáhly úřady. To vedlo k zatčení a následné popravě Davida Drummonda a Duncana Campbella z Dunstaffnage, což znamenalo ponurý konec krveprolití. Farní kostel Monzievaird byl později zbořen a zůstal po něm jen pamětní kámen a mohyla. Král Jakub IV. udělil prominutí trestu mimo zákon Johnovi, synovi Williama Drummonda a jedenácti dalším Drummondům.